# Air India
Air India (Hindi एअर इंडिया ear iṇḍiyā) ist eine indische Fluggesellschaft mit Sitz in Gurugram und Basen auf dem Flughafen Delhi-Indira Gandhi und dem Flughafen Mumbai. Sie war die nationale Fluggesellschaft Indiens und wurde Anfang Oktober 2021 von Tata Sons übernommen, derselben Gesellschaft, von der sie im Jahr 1932 gegründet und bis zur Verstaatlichung 1953 betrieben wurde. Air India ist Mitglied der Luftfahrtallianz Star Alliance.

## Geschichte

### Gründung und erste Jahre
Air India wurde 1932 von Jehangir Ratanji Dadabhoy Tata unter der Firmierung Tata Aviation Service (offiziell Tata Son’s Limited) in Bombay als Postfluggesellschaft gegründet. Mit einer De Havilland DH.80 Puss Moth erfolgte am 15. Oktober 1932 die Betriebsaufnahme auf einer wöchentlich beflogenen 1300 Meilen langen Route, die von Karatschi über Ahmedabad, Bombay und Bellary nach Madras führte. Im ersten Geschäftsjahr beförderte das Unternehmen 10,71 t Luftpost und 155 Passagiere. Ab 1934 wurde diese Postflugstrecke zweimal pro Woche beflogen. Die zwischenzeitlich in Tata Airlines umfirmierte Gesellschaft führte ab 1935 auch Flüge zwischen Bombay und Trivandrum durch. Mit Eröffnung des Ratmalana Airports in Colombo flog sie ab Februar 1938 auch Ceylon an.
Tata Airlines wandelte sich 1946 in eine Aktiengesellschaft um und nahm gleichzeitig den Namen Air India an. Für ihren Inlandflugdienst beschaffte sie ein Kontingent an Dakota, der britischen Militärversion der Douglas DC-3. Außerdem erwarb die Gesellschaft neun Vickers Viking, die von Bombay aus Nonstop-Flüge nach Delhi, Kalkutta und Madras möglich machten. Nach und nach entstanden Hangars und andere Betriebseinrichtungen, und Air India begann mit der Einstellung der ersten Stewardessen und der Ausbildung eigener Techniker.

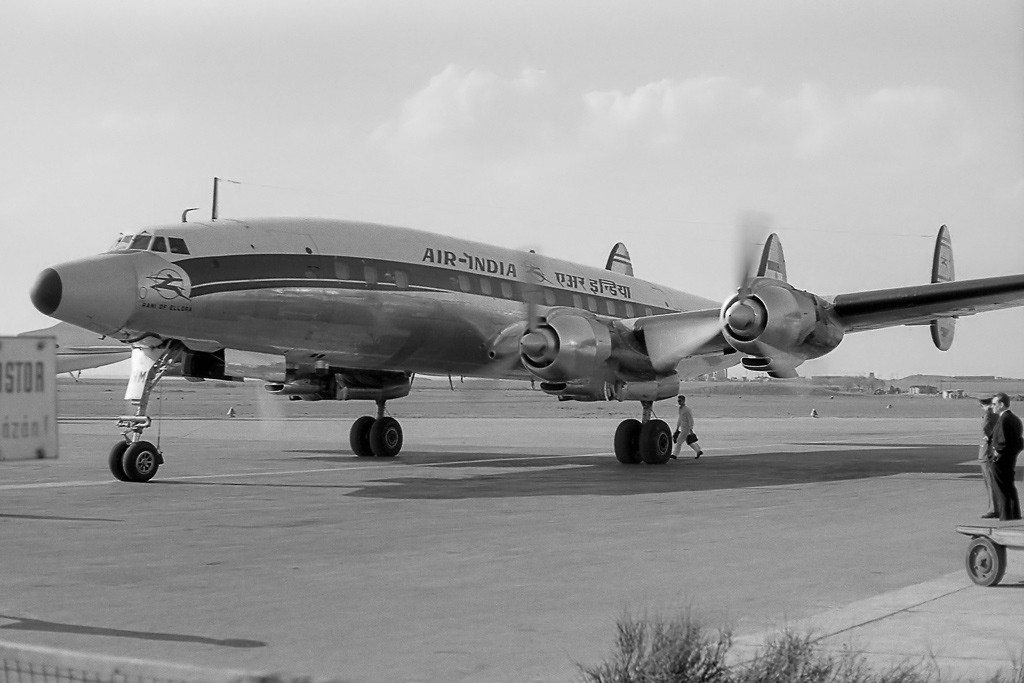
Lockheed Super Constellation der Air India 1961

Zur Aufnahme internationaler Linienflüge beteiligte sich der Staat Indien im Frühjahr 1948 zu 50 Prozent an der Gesellschaft, die daraufhin den Namen Air India International erhielt. Der internationale Flugbetrieb wurde am 8. Juni 1948 mit drei Lockheed Constellation zwischen Bombay und London aufgenommen. In den folgenden 20 Jahren kamen weitere Flugziele hinzu; auch ersetzte man Zwischenstationen, wie z. B. Aden im Jemen auf dem Weg nach London durch Rom. Im Jahr 1951 kam Frankreich mit dem Flughafen Paris als Ziel hinzu, ab 1953 wurde Düsseldorf als erste Station in Deutschland angeflogen. Erst etwa 20 Jahre später sollten Frankfurt und als erster US-amerikanischer Flughafen der New Yorker John F. Kennedy International Airport folgen.
Im Jahr 1953 wurde Air India von der damaligen Regierung unter Jawaharlal Nehru verstaatlicht, eine Maßnahme, gegen die der Gründer Jehangir Ratanji Dadabhoy Tata vergeblich ankämpfte.

### Air India im Jet-Zeitalter

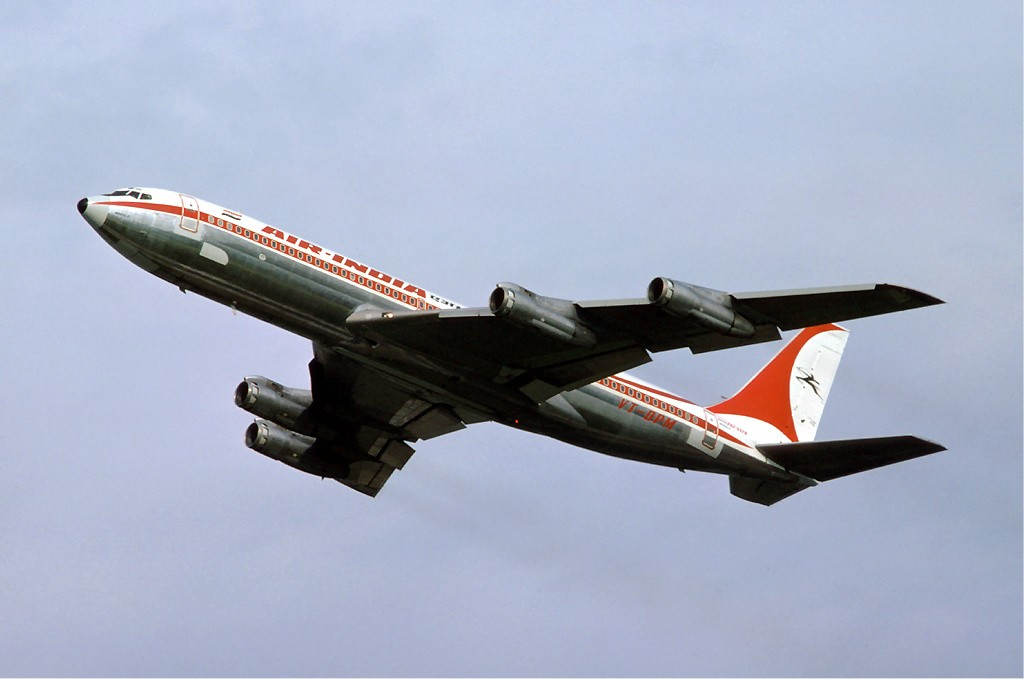
Boeing 707 der Air India 1976

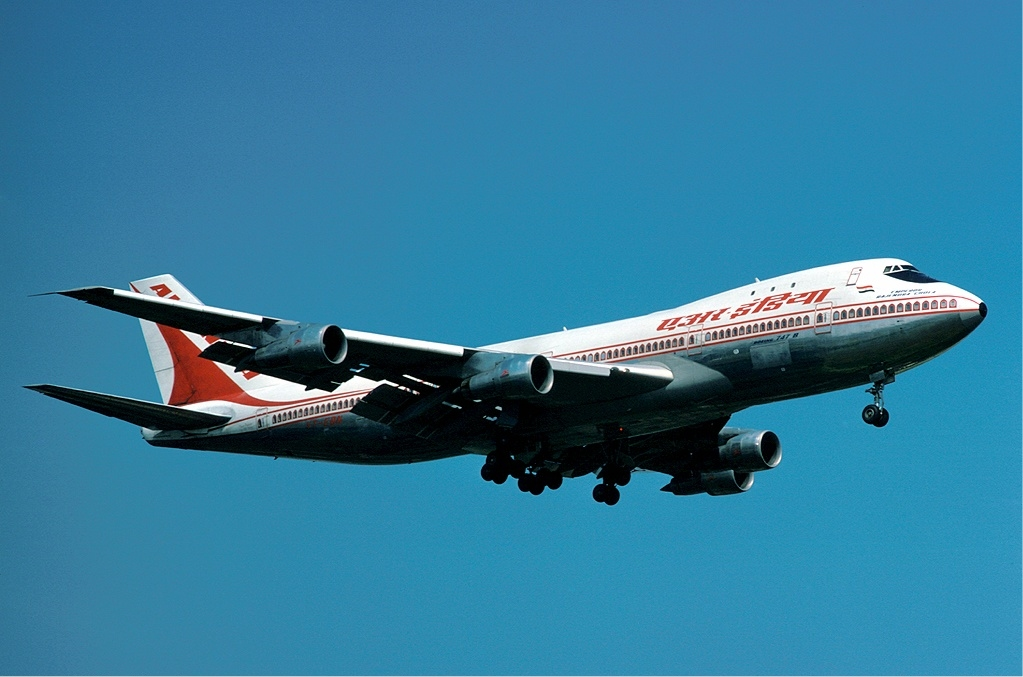
Boeing 747-200 der Air India 1977

Ende der 1970er Jahre geriet Air India in eine finanzielle Krise. Seit 1953 wurden mit Ausnahme von drei Geschäftsjahren nur Gewinne verzeichnet. Das Geschäftsjahr 1979/80 brachte jedoch einen Verlust von 15 Millionen Dollar. Im nächsten Geschäftsjahr stieg der Verlust auf 21 Millionen Dollar. Nach diesen Verlusten wurde der ehemalige Bankier Raghu Raj zum Vorstandsvorsitzenden bestellt. Alle Ausgaben wurden durchleuchtet. Nur die Ausgaben zur Wahrung der Sicherheit und der Qualität des Kundendienstes blieben unberührt. Auf der anderen Seite war die Gesellschaft bestrebt die Einnahmen zu erhöhen. Zu den Maßnahmen gehörte die Einstellung des Verkaufs von Billigflugscheinen. Die Gesellschaft verstärkte die Werbung für ihre erste Klasse besonders bei den Geschäftsleuten. Die indische Regierung wurde einbezogen. Zum Beispiel besorgte sie Überflugrechte von der damaligen Sowjetunion. So konnte auf dem Weg von Delhi nach Frankfurt der Umweg von mehr als 700 km, der nach Ausbruch des Krieges zwischen Iran und Irak erforderlich wurde, vermieden werden. Die bis dahin übliche Verschwendung von Lebensmitteln in den Bordküchen wurde beendet.
Im Geschäftsjahr 1981/82 erzielte Air India bereits wieder einen Gewinn von einigen Millionen Dollar. Im folgenden Geschäftsjahr betrug der Gewinn bereits 38 Millionen Dollar.
Von 1978 bis 1985 gab es drei Flugunfälle. Die Fluggesellschaft erhielt große Aufmerksamkeit beim Anschlag vom 23. Juni 1985, als eine Bombe an Bord einer Boeing 747 auf dem Weg von Montreal nach London etwa 180 Kilometer westlich von Irland explodierte.

### 1990er und 2000er Jahre

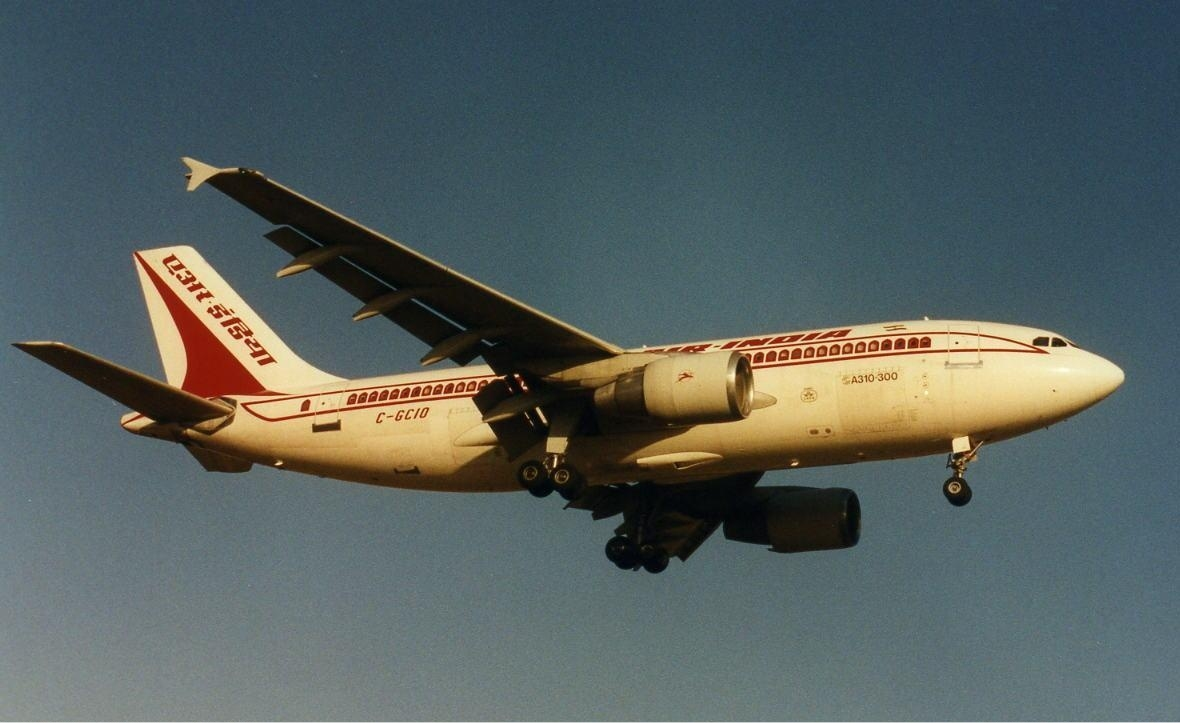
Airbus A310-300 der Air India in den 1990er Jahren

In den 1990er Jahren erholte sich die Fluggesellschaft, die im Oktober 2001 Codeshare-Abkommen mit Lufthansa, Thai Airways und Silk Air unterschrieb: mit Lufthansa drei von bzw. nach Mumbai und vier von bzw. nach Delhi, mit Thai Airways drei Flüge pro Woche von Mumbai nach Bangkok und zurück, mit Silk Air zwei Flüge von Kochi nach Singapur und zurück. 2002 ging Air India mit Kuwait Airways einen Codeshare-Abkommen ein, und der Newark Liberty International Airport wurde neben New York und Chicago der dritte Zielflughafen in den USA. Diese Verbindung wurde von Mumbai über Paris nach Newark mit regulär eingesetzten Boeing 747 bedient. Im Juni 2004 kam schließlich die Route Delhi-Frankfurt-Los Angeles hinzu, die von Air India zwei Mal die Woche bedient wurde; der Los Angeles International Airport war damit das vierte Ziel in den USA.
Im März 2005 wurde als Tochterunternehmen die Billigfluggesellschaft Air India Express gegründet. Noch im selben Monat begann man damit, Frankfurt von allen vier bedienten US-Flughäfen aus täglich anzufliegen.
Am 26. April 2005 erging ein Großauftrag an Boeing über 50 Maschinen, bestehend aus acht Boeing 777-200LR, 15 Boeing 777-300ER und 27 Boeing 787-8 im Gesamtvolumen von 6,9 Milliarden US-Dollar.
Im Juli 2007 wurde die Fusion von Air India und Indian Airlines eingeleitet, die beide inzwischen in Air India Limited (zuvor National Aviation Company of India (NACIL)) aufgegangen sind. Ziel war es, wieder eine große starke Fluggesellschaft zu bilden und sich erfolgreich gegen die größere Konkurrenz im Fluggeschäft zu wehren. Vorher hatte sich Air India auf internationale Ziele und Indian Airlines auf nationale und regionale Routen spezialisiert. Eine neue Bemalung wurde eingeführt, die Komponenten der beiden ehemaligen Gesellschaften enthält. Durch die Zusammenführung der Flotten vergrößerte sich die Anzahl der Flugzeuge von 42 auf 102.
Am 28. Juli 2007 wurde die erste Boeing 777-200LR an Air India ausgeliefert. Mit dieser Maschine wurde am 1. August 2007 der Nonstop-Flug Mumbai-New York eingeführt. Routen von Delhi und Bengaluru (ugs. Bangalore) nach New York und Los Angeles sollen folgen. Bemalung und Inneneinrichtung der Boeing 747-400 wurden nochmals erneuert, damit sie dem Standard der Kabine der Boeing 777-200LR entsprechen; sie sollen aber zu Vollfrachtern umgerüstet werden, sobald entsprechender Ersatz verfügbar ist. Beim Airbus A310 und bei der Boeing 747-300 ist dies bereits geschehen; sie wurden durch neue Boeing 787-8 ersetzt.

Logo der Air India vor 2023

Air India plant inzwischen einen Börsengang. Nebenbei wurden alle Boeing 767 und Airbus A300 von Air India und Indian Airlines, die durch Airbus A330 bzw. A321 ersetzt wurden, ausgemustert. Damit ist die Geschichte der früheren Indian Airlines, die nun kein eigenes Flugzeug mehr besitzt, zu Ende und gleichzeitig endet auch die Geschichte der A300 in Indien, die lange Zeit von Indian Airlines und auch kurzzeitig von Air India betrieben wurde. Alle Flüge werden nun unter dem Markennamen Air India abgewickelt, wobei beide IATA-Codes AI & IC erhalten bleiben. Während der internationale Service den AI Code trägt, operieren nationale Flüge und solche auf den kürzeren Routen in den Golf, den Mittleren Osten, nach Südasien und Südostasien weiterhin unter dem IC-Code.
Zum Sommerflugplan 2009 strukturierte Air India seine Flüge in die USA neu. Europäisches Drehkreuz der Fluggesellschaft wurde dabei Frankfurt, mit Flügen von und nach Ahmedabad, Chennai (über Mumbai), Chicago, Delhi, Hyderabad (über Delhi), Mumbai und New York-Newark. Die Verbindung Amritsar-Toronto, die derzeit in London-Heathrow Zwischenstopp einlegt, sollte ab Winterflugplan 2009 ebenfalls über Frankfurt abgewickelt werden – dies wurde allerdings nicht umgesetzt.
Air India erwirtschaftete im Geschäftsjahr 2008 einen Verlust von etwa 1,2 Milliarden US-Dollar. Die indische Regierung hatte der Fluggesellschaft bereits zuvor finanzielle Hilfe in Höhe von einer Milliarde Dollar gewährt – unter der Bedingung, dass die Kostensituation verbessert würde. Im Rahmen der erforderlichen Sparmaßnahmen wurde die Auslieferung neuer Langstrecken-Maschinen erst einmal verschoben.

### Entwicklungen seit 2010

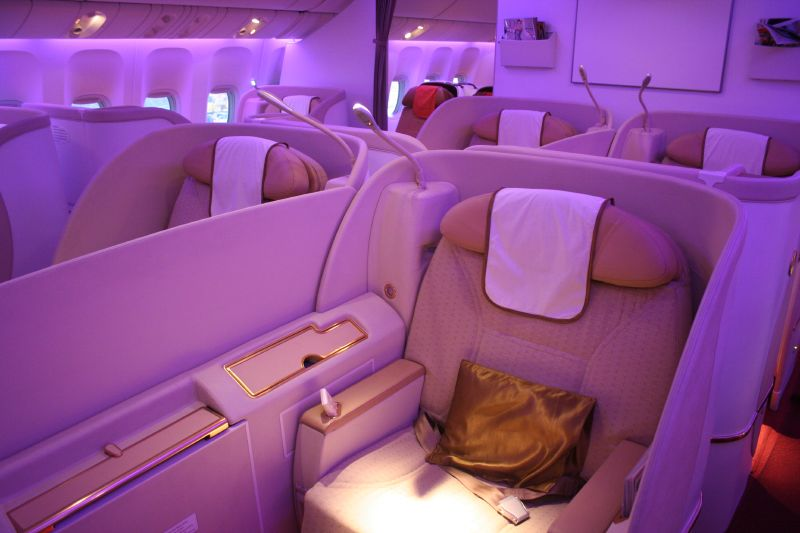
First Class an Bord einer Boeing 777-200LR der Air India

Während der Weltfinanzkrise 2007–2008 gab Air India mit dem Beginn des Winterflugplans am 1. November 2010 ihr Drehkreuz in Frankfurt wieder auf. Am 31. Oktober wurden die Verbindungen nach Chicago und New York sowie nach Ahmedabad und Mumbai eingestellt, weil Deutschland für den Betrieb eines solchen Drehkreuzes zu teuer war. Lediglich eine tägliche Verbindung nach Neu-Delhi blieb bestehen.
Im Jahr 2010 betrug die Auslastung der Air India bei internationalen Flügen 67,9 %, bei Inlandsflügen jedoch nur 22 %, was unter anderem durch das eingesetzte Fluggerät bedingt war – beispielsweise wurden Boeing 747 auch auf Kurzstrecken eingesetzt.
Im Mai 2011 wurde bekannt, dass Air India wegen unbezahlter Rechnungen in Höhe von mehr als 43 Millionen Euro ein Landeverbot in Delhi und Hyderabad drohte. Außerdem wurde bekannt, dass sich der Beitritt zur Luftfahrtallianz Star Alliance, der bereits mehrfach verschoben worden war, erneut verzögern könnte; als Grund gab man nicht erfüllte Beitrittskriterien an. Die Verhandlungen wurden am 31. Juli 2011 ausgesetzt und im Dezember 2013 wieder aufgenommen.
Im September 2011 gab der indische Minister für Zivilluftfahrt bekannt, dass Air India nicht in der Lage sei, die 27 bestellten Boeing 787-8, von denen die ersten Ende 2011 an die Gesellschaft übergeben werden sollten, zu bezahlen. Kurz darauf beantragte der Vorstand der Air India beim indischen Finanzministerium, die Stückzahl auf 14 Boeing 787-8 zu halbieren.
Im Dezember 2011 sicherte die indische Regierung zu, die mit mehr als 6 Milliarden Euro verschuldete Gesellschaft mit umfangreichen Maßnahmen zu sanieren. Neben Kreditverlängerungen werde eine Finanzhilfe über gut 4 Milliarden Euro erfolgen. Eine Auswertung des Verkehrsministeriums für den Zeitraum April bis September 2011 ergab, dass von den 175 bedienten Routen der Air India im Schnitt lediglich zwei Gewinne abwarfen, während ein Großteil der Verbindungen höchstens die Treibstoffkosten deckte.
Im April 2012 wurde berichtet, dass die indische Regierung der Fluggesellschaft mit umgerechnet 4,4 Milliarden Euro unter die Arme greift. Die Finanzhilfe werde auf acht Jahre angesetzt und an Sparmaßnahmen der Airline geknüpft. Im August 2012 wurde gemeldet, dass Air India die bestellten Boeing 787-8 nun im Zeitraum September 2012 bis März 2016 erhalten werde.
Am 11. Juli 2014 wurde Air India nach erfolgreichen Verhandlungen Mitglied der Luftfahrtallianz Star Alliance.
Nachdem frühere Privatisierungspläne mehrmals an politischem Widerstand gescheitert waren, stand Air India, mit einem Schuldenstand von etwa acht Milliarden US-Dollar, seit Sommer 2017 zum Verkauf. Der Staat wollte für die Bieterrunde bis am 14. Mai 2018 einen Anteil von 24 Prozent behalten, dazu kamen die Bedingungen, dass die Billigflugtochter AI Express zur Gänze sowie 50 Prozent des Flughafenbetreibers AI SATS Airport Services mit erworben werden mussten. Nach der Veröffentlichung der Verkaufsbedingungen zogen sich drei potentielle Käufer (IndiGo, Jet Airways und Tata) zurück. Für Ausländische Interessenten gilt ein Maximalanteil von 49 Prozent, womit sie nur mit indischen Partnern einsteigen könnten. Am 1. Juni 2018 gab die Fluggesellschaft bekannt, dass niemand sich um die bis zu 76 Prozent Anteile an der Fluggesellschaft beworben hatte.
Im Oktober 2021 übernahm Tata Sons 100 % von Air India und Air India Express sowie 50 % von Air India SATS Airport Services Private Ltd.
Am 20. Juni 2023 wurde bekannt gegeben, dass Air India 250 Flugzeuge bei Airbus bestellt hat. Der Auftrag umfasst 140 A320neo, 70 A321neo, sechs A350-900 und 34 A350-1000. Weiterhin wurde bekannt gegeben, dass man bei Boeing 190 737 Max, 20 787 und zehn 777X, sowie Optionen für 50 weitere 737 Max und 20 weitere 787 bestellt hat.

## Flugziele
Air India fliegt von Mumbai und Deli neben nationalen auch internationale Ziele in Asien, Australien, Europa, Kenia, Nordamerika und dem Nahen Osten an. Im deutschsprachigen Raum werden Frankfurt, Zürich und Wien angeflogen.
Codesharing
Air India unterhält Codeshare-Abkommen mit Aeroflot, Air Mauritius, Asiana Airlines, Austrian Airlines, Egypt Air, Ethiopian Airlines, Kuwait Airways, Lufthansa, Singapore Airlines, South African Airways, SriLankan Airlines, Swiss und Turkish Airlines.

## Flotte

### Aktuelle Flotte

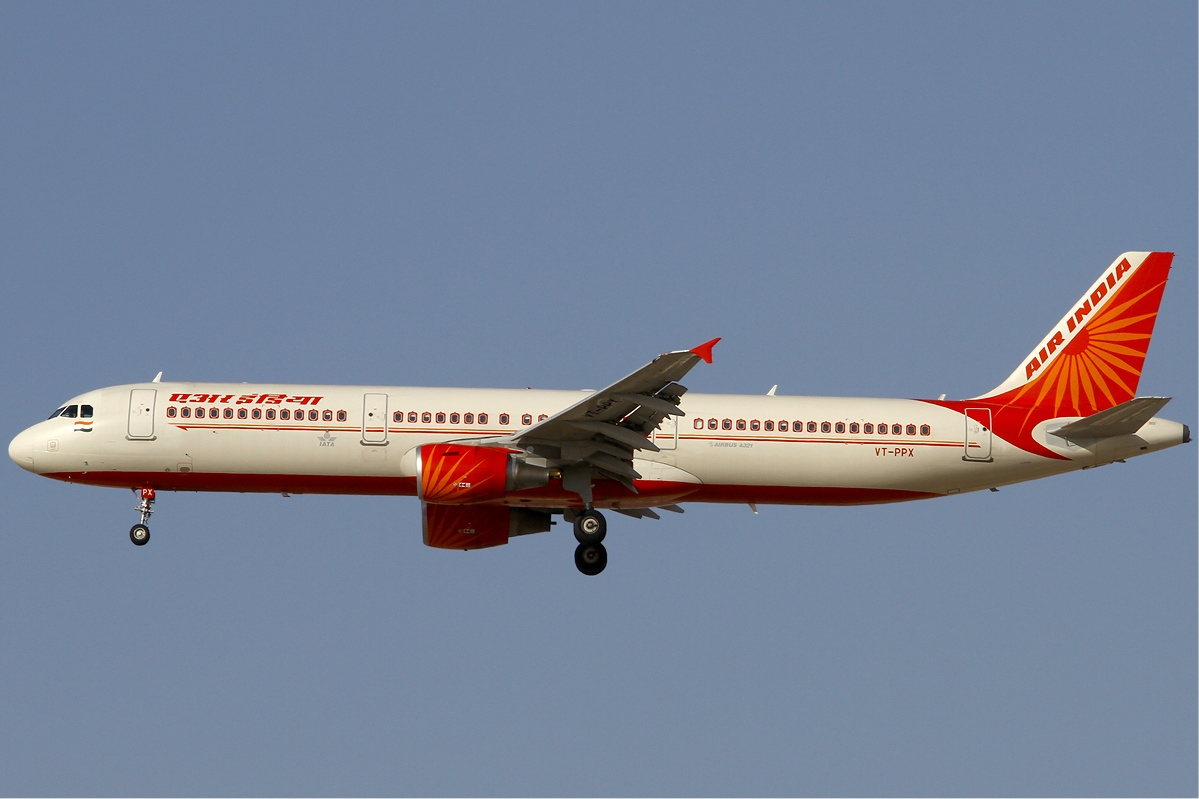
Airbus A321-200 der Air India

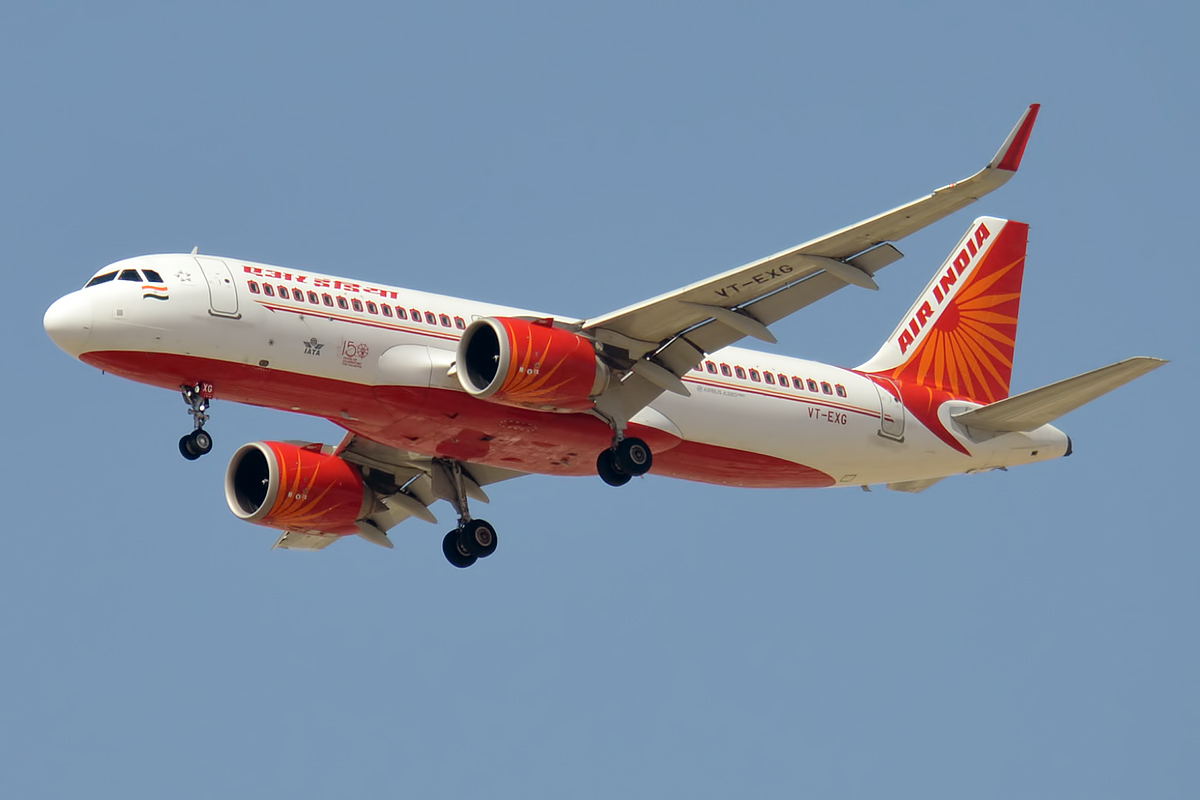
Airbus A320neo der Air India

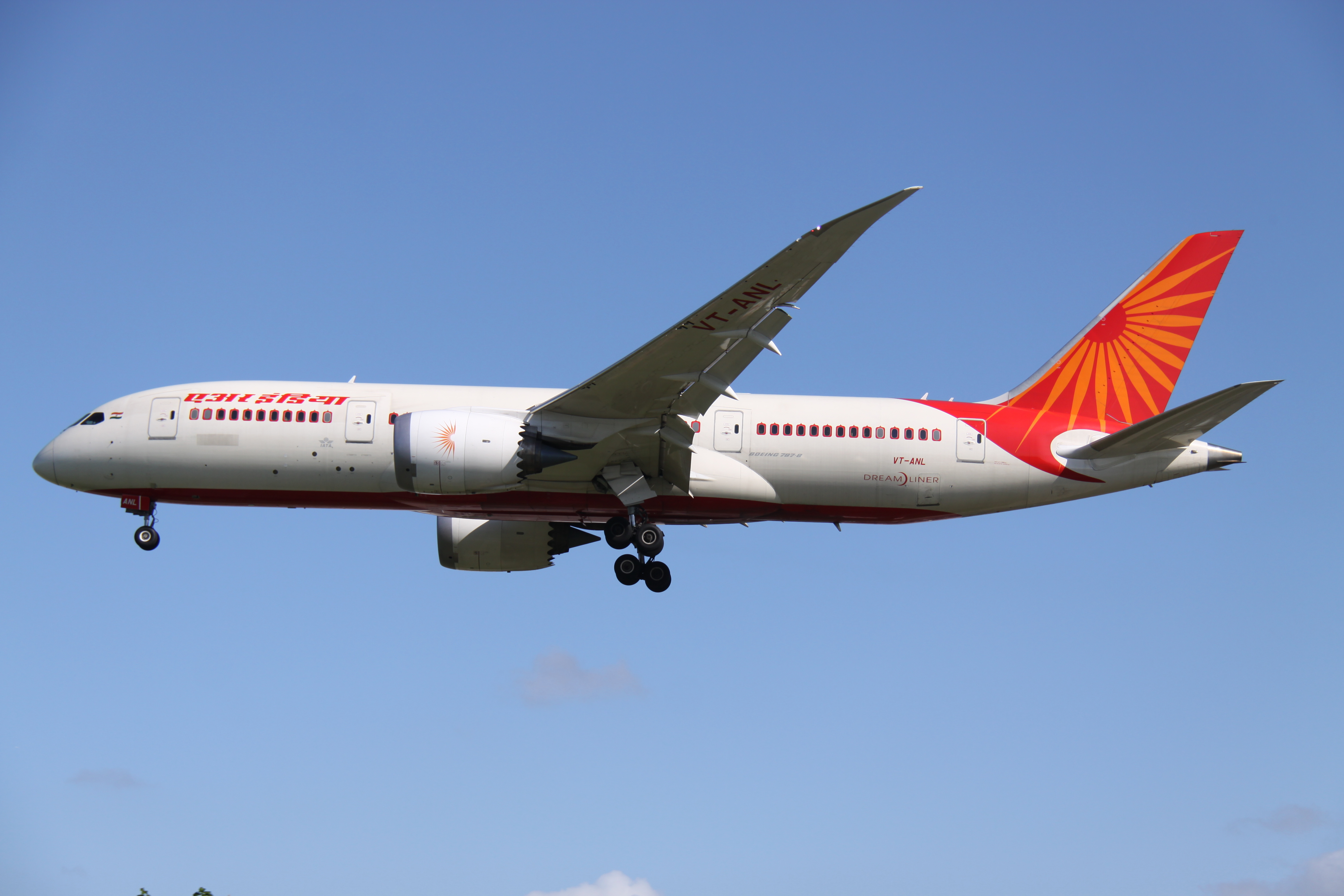
Boeing 787-8 der Air India

Mit Stand Dezember 2024 besteht die Flotte der Air India aus 208 Flugzeugen mit einem Durchschnittsalter von 7,4 Jahren:
| Flugzeugtyp       | Anzahl | bestellt | Anmerkungen                                                           | Sitzplätze (First/Business/Eco+/Eco)                              | Durchschnittsalter |
| ----------------- | ------ | -------- | --------------------------------------------------------------------- | ----------------------------------------------------------------- | ------------------ |
| Airbus A319-100   | 06     |          | einer inaktiv                                                         | 122 (-/8/-/114)                                                   | 16,3 Jahre         |
| Airbus A320-200   | 07     |          |                                                                       | 150 (-/12/-/138) 180 (-/-/-/180)                                  | 12,6 Jahre         |
| Airbus A320neo    | 101    | 058      | drei inaktiv                                                          | 162 (-/12/-/150) 164 (-/8/24/132) 180 (-/-/-/180) 186 (-/-/-/186) | 04,1 Jahre         |
| Airbus A321-200   | 013    |          |                                                                       | 182 (-/12/-/170)                                                  | 15,6 Jahre         |
| Airbus A321neo    | 014    | 140      |                                                                       | 188 (-/12/24/152) 192 (-/12/-/180) 232 (-/-/-/232)                | 02,4 Jahre         |
| Airbus A350-900   | 06     | 014      | Auslieferung seit 12/2023                                             | 316 (-/28/24/264)                                                 | 01,2 Jahre         |
| Airbus A350-1000  |        | 020      |                                                                       | – Offen –                                                         |                    |
| Boeing 737 MAX 8  |        | 135      | + 50 Optionen; Genaue Aufteilung zwischen MAX 8 und MAX 10 noch offen | – Offen –                                                         |                    |
| Boeing 737 MAX 10 |        | 135      | + 50 Optionen; Genaue Aufteilung zwischen MAX 8 und MAX 10 noch offen | – Offen –                                                         |                    |
| Boeing 777-200LR  | 08     |          | werden durch Boeing 787-8 ersetzt                                     | 238 (8/35/-/195) 282 (-/28/48/212)                                | 15,7 Jahre         |
| Boeing 777-300ER  | 019    |          | drei inaktiv                                                          | 342 (4/35/-/303) 328 (8/40/-/280)                                 | 14,1 Jahre         |
| Boeing 777-9      |        | 010      |                                                                       | – Offen –                                                         |                    |
| Boeing 787-8      | 026    |          | vier inaktiv                                                          | 256 (-/18/-/238)                                                  | 10,4 Jahre         |
| Boeing 787-9      | 07     | 020      | + 20 Optionen                                                         | 292 (-/30/36/226) 299 (-/30/21/248)                               | 04,1 Jahre         |
| Gesamt            | 208    | 397      |                                                                       |                                                                   | 07,4 Jahre         |

Nicht berücksichtigt sind die Billigflugtochter Air India Express und die Regionalflugtochter Air India Regional, da diese unter einem eigenen AOC unabhängig operieren.

### Sonderbemalungen
| Flugzeugtyp      | Luftfahrzeugkennzeichen | Bemalung                             | Zeitraum            | Bild |
| ---------------- | ----------------------- | ------------------------------------ | ------------------- | --- |
| Airbus A320neo   | VT-ATV                  | „TATA SIA Airlines Retro“            | seit August 2018    | |
| Airbus A320neo   | VT-CIO                  | „Mahatma Gandhi“                     | seit Oktober 2019   | |
| Airbus A320neo   | VT-EXO                  | „Star Alliance“                      | seit November 2018  | Bild gesucht Die Wikipedia wünscht sich an dieser Stelle ein Bild. Weitere Infos zum Motiv findest du vielleicht auf der Diskussionsseite . Falls du dabei helfen möchtest, erklärt die Anleitung , wie das geht. |
| Boeing 777-300ER | VT-ALJ                  | „Star Alliance“                      | seit März 2015      | |
| Boeing 777-300ER | VT-ALN                  | „Celebrating India“                  | seit September 2019 | |
| Boeing 787-8     | VT-ANP                  | „Mahatma Gandhi“                     | seit Dezember 2019  | |
| Boeing 787-8     | VT-ANQ                  | „Guru Nanak - 550 Years Celebration“ | seit Oktober 2019   | |
| Boeing 787-8     | VT-ANU                  | „Star Alliance“                      | seit März 2015      | |

### Ehemalige Flugzeugtypen

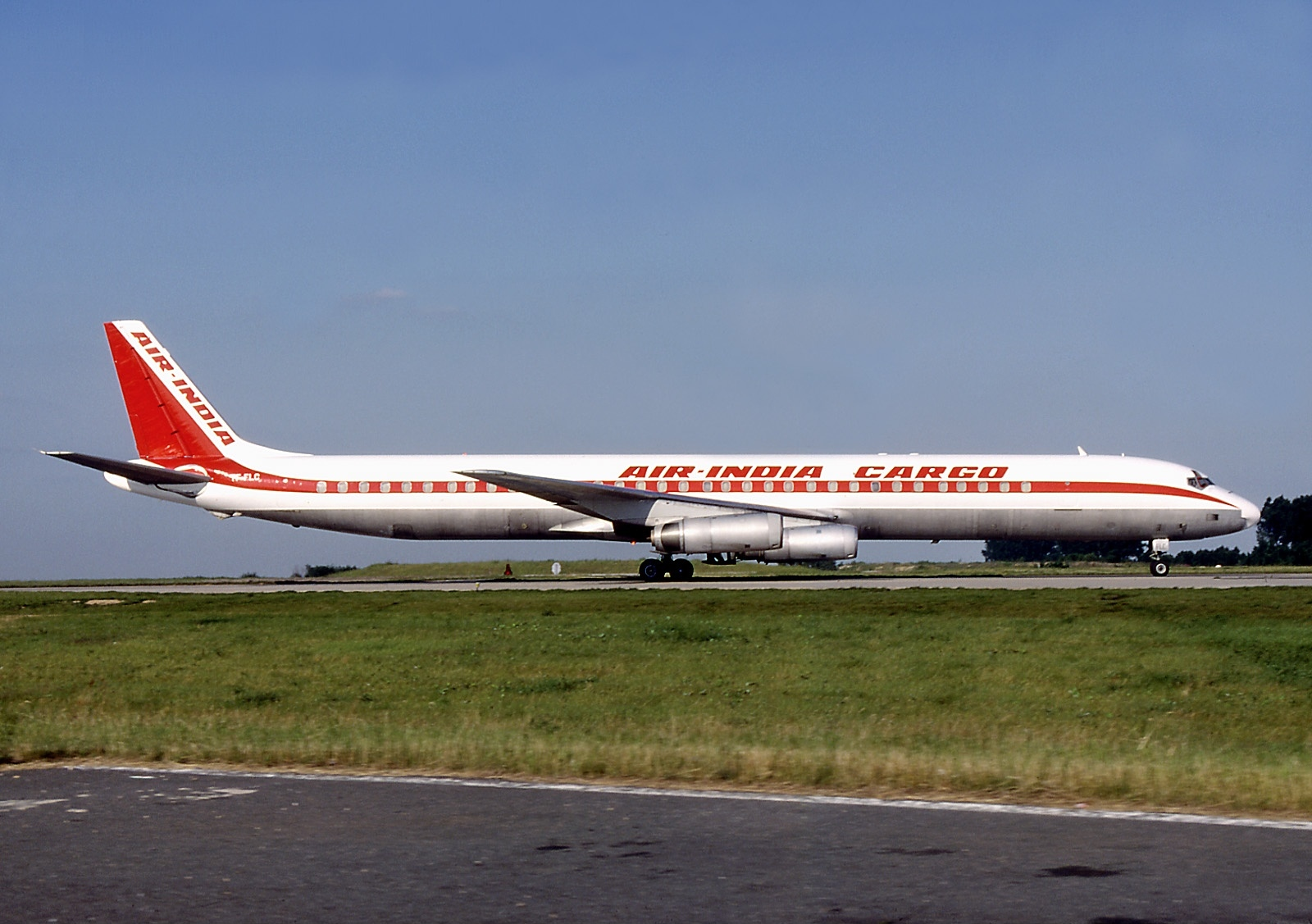
Eine McDonnell Douglas DC-8-60CF, betrieben durch National Airlines für Air India

Seit 1945 setzte die Gesellschaft auch folgende Flugzeugtypen ein:
- Airbus A310
- Airbus A330-200
- Boeing 707
- Boeing 747-200
- Boeing 747-300
- Boeing 747-400 (die letzten vier von 8 Flugzeugen abgestellt ab Frühjahr 2020, deregistriert April 2022; letzter planmäßiger Flug am 10. März 2021 (VT-EVA (msn 28094) von Delhi nach Mumbai als AI863); daneben waren es VT-ESO (msn 27165), VT-ESP (msn 27214) und VT-EVB (msn 28095))[33]
- De Havilland Comet 4 (betrieben durch BOAC)
- Douglas DC-3/C-47
- Douglas DC-4
- Douglas DC-8 (Frachtflugzeuge, betrieben durch National Airlines)
- Lockheed L-749 Constellation
- Lockheed L-1049 Super Constellation
- Lockheed L-1011-500 TriStar (betrieben 1995/96 durch Caribjet)
- Vickers Viking

## Zwischenfälle
Air India verzeichnete von 1947 bis Juni 2025 insgesamt 21 Flugzeug-Totalverluste, davon elf tödliche mit 813 Todesopfern (12. Juni 2025 nicht mit einberechnet). Alleine vier Boeing 747 „Jumbo Jet“ wurden zerstört. Auszüge:
- Am 10. Januar 1947 wurde eine Douglas DC-3/C-47A-25-DK der Air India (Luftfahrzeugkennzeichen VT-AUF) an einem unbekannten Ort in Indien zerstört. Über Personenschäden ist nichts bekannt. Nähere Einzelheiten sind derzeit nicht verfügbar.[36]

- Am 13. November 1947 überrollte eine Douglas DC-3 (VT-ATI) bei der Landung auf dem Flughafen Jammu-Satwari das Landebahnende und wurde zerstört. Alle Insassen überlebten.[37]

- Am 27. Dezember 1947 stürzte eine Douglas DC-3 (VT-AUG) auf dem Flug vom Flughafen Karachi zum Flughafen Bombay-Santacruz bei Korangi (heute Pakistan) ab. Ursache war Kontrollverlust, nachdem die Besatzung trotz defekter Instrumentenbeleuchtung zu dem Nachtflug gestartet war. Alle 23 Personen an Bord kamen ums Leben (siehe auch Flugunfall der Air India bei Karatschi).[38]

- Am 6. Februar 1948 verunglückte eine Vickers Viking 1B der Air India (VT-CLY) auf dem Flug vom Flughafen Kalkutta-Dum Dum zum Flughafen Bombay-Santacruz. Nach einem Triebwerkausfall missglückte dort die Landung, aber alle 19 Insassen überlebten.[39]

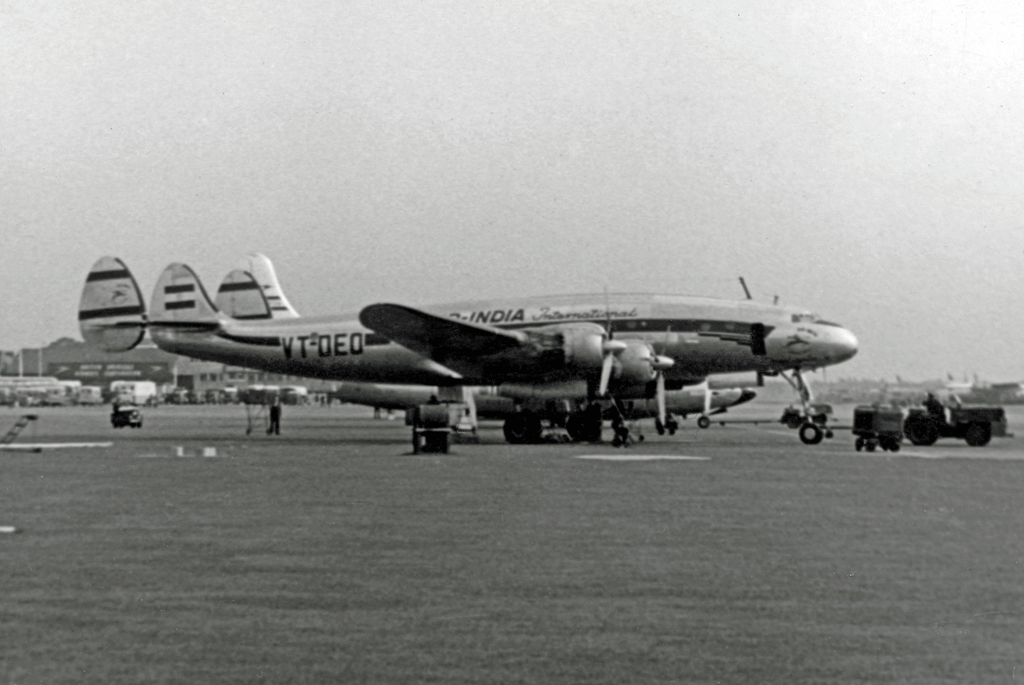
Lockheed Constellation der Air India

- Am 7. April 1949 wurde eine Vickers Viking 1B der Air India (VT-CIZ) auf dem Flug vom Flughafen Bombay-Santacruz nach Karachi bei einer Bauchlandung auf dem Strand 16 km nordnordwestlich des Startflughafens irreparabel beschädigt. Alle 25 Personen an Bord überlebten.[40]

- Am 26. September 1950 wurde eine Douglas DC-3/C-47A-20-DK der Air India (VT-DAT) auf dem Militärflugplatz Barrackpore (Indien) irreparabel beschädigt. Über Personenschäden ist nichts bekannt.[41]

- Am 3. November 1950 wurde eine Lockheed L-749 Constellation der Air India (VT-CQP) im Sinkflug auf den Flughafen Genf in den Mont Blanc, Frankreich, geflogen und zerschellte. Die Maschine befand sich auf dem Flug von Bombay über Kairo und Genf nach London. Alle 48 Insassen wurden getötet (siehe Air-India-Flug 245).[42]

- Am 13. Dezember 1950 wurde eine Douglas DC-3/C-47B-5-DK der Air India (VT-CFK) vom Flughafen Bombay kommend aufgrund eines Navigationsfehlers bei Kotagiri in hügeliges Gelände geflogen, 47 Kilometer nordnordwestlich des Zielflughafens Coimbatore. Alle 21 Personen an Bord, vier Besatzungsmitglieder und 17 Passagiere, wurden durch diesen CFIT (Controlled flight into terrain) getötet.[43]

- Am 15. September 1951 stürzte die Douglas DC-3 VT-CCA am HAL Bangalore International Airport bei dem Versuch ab, mit eingeschaltetem Autopilot zu starten. Ein Besatzungsmitglied wurde getötet (siehe auch Flugunfall der Air India in Bangalore 1951).[44]

- Am 9. Mai 1953 stürzte eine Douglas DC-3 (VT-AUD) nach dem Start vom Flughafen Neu-Delhi etwa 30 km südlich aufgrund von Kontrollverlust ab. Alle 18 Insassen wurden getötet (siehe auch Flugunfall der Air India bei Delhi 1953).[45]

- Am 11. April 1955 wurde an Bord einer Lockheed L-749A Constellation der Air India (VT-DEP) durch eine Zeitbombe eine Explosion verursacht. Die Maschine befand sich im Reiseflug zwischen Hongkong und Jakarta. Die Bombe war im rechten Hauptfahrwerkschacht platziert gewesen, wo sie bei ihrer Detonation Treibstoffleitungen zerriss und ein Feuer auslöste. An der rechten Tragfläche entstand ein Feuer, woraufhin Triebwerk Nr. 3 abgestellt wurde. Während eines Notsinkflugs fielen auch die hydraulischen und elektrischen Systeme aus. Aufgrund des dichten Rauchs im Cockpit missglückte eine Notwasserung bei den Natuna-Inseln (Indonesien), da die Maschine mit der rechten Tragflächenspitze zuerst auf dem Wasser aufschlug und abstürzte. Wahrscheinlich war der Premierminister der Volksrepublik China Zhou Enlai das Ziel des Anschlags, der jedoch erst drei Tage später nach Jakarta reiste. Von den 19 Insassen kamen 16 ums Leben, fünf Besatzungsmitglieder und alle 11 Passagiere (siehe auch Air-India-Flug 300).[46][47]

- Am 19. Juli 1959 flog eine Lockheed L-1049G Super Constellation (VT-DIN) während eines zu späten Durchstartversuchs aufgrund einer falschen Höhenmessereinstellung am Flughafen Bombay ins Gelände und wurde zerstört. Dennoch überlebten alle 46 Insassen, 7 Besatzungsmitglieder und 39 Passagiere.[48]

- Am 24. Januar 1966 war eine Boeing 707-437 der Air India (VT-DMN) auf dem Weg von Bombay nach New York. Im Sinkflug zur geplanten Zwischenlandung in Genf wurde sie in den Mont Blanc, Frankreich, geflogen und zerschellte ca. 60 m unterhalb des Gipfels an einem Felsgrat. Alle 117 Personen an Bord (106 Passagiere und 11 Besatzungsmitglieder) wurden dabei getötet (siehe Air-India-Flug 101).[49] Die Maschine flog fast an derselben Stelle in den Berg wie eine Lockheed L-749 Constellation der Air India am 3. November 1950 (für diesen Unfall siehe Air-India-Flug 245).

- Am 23. Januar 1971 wurde eine Boeing 707 (VT-DJI) beim Versuch zerstört, mit nur drei der vier Triebwerke vom  Flughafen Bombay zu starten. Alle fünf Insassen überlebten.[50]

- Am 1. Januar 1978 stürzte eine Boeing 747-200 (VT-EBD) bei Bombay kurz nach dem Start ins Arabische Meer. Alle 213 Menschen an Bord starben (siehe auch Air-India-Flug 855).[51]

- Am 22. Juni 1982 misslang bei der sehr harten Landung einer Boeing 707 (VT-DJJ) am Flughafen Bombay das Durchstarten; die Maschine geriet über die Landebahn hinaus und zerbrach. Dabei starben 17 Menschen (siehe auch Air-India-Flug 403).[52]

- Am 23. Juni 1985 explodierte an Bord einer Boeing 747-200 (VT-EFO) eine Bombe. Die Maschine stürzte rund 180 km vor der Küste Irlands in den Atlantik. Verantwortlich waren Sikh-Terroristen. Alle 329 Menschen an Bord, 307 Passagiere und die 22 Mitglieder der Besatzung, wurden getötet (siehe auch Air-India-Flug 182).[53]

- Am 7. Mai 1990 brach nach der harten Landung auf dem Flughafen Neu-Delhi ein Triebwerk einer Boeing 747-200 (VT-EBO) teilweise aus der Aufhängung, ausgelöst durch einen Wartungsfehler. Dadurch entstand ein Feuer, das auf die gesamte Tragfläche übergriff und die 747 zerstörte. Alle 215 Insassen überlebten.[54]

- Am 4. September 2009 entstand beim Rollen auf dem Flughafen Bombay aufgrund eines Wartungsfehlers ein Feuer am Triebwerk 1 der Boeing 747-400 VT-ESM, das sich in Richtung auf den Rumpf ausbreitete. Von den 229 Personen an Bord wurden 21 bei der Evakuierung verletzt; die 747 wurde zerstört.[55]

- Am 12. Juni 2025 stürzte eine Boeing 787-8 (VT-ANB) kurz nach dem Abheben vom Flughafen Ahmedabad in ein Wohngebiet. Das Flugzeug war mit 242 Insassen an Bord (12 Besatzungsmitglieder, 230 Passagiere) auf dem Weg nach London-Gatwick. Es handelt sich hierbei um den ersten Totalverlust einer Boeing 787 (siehe auch Air-India-Flug 171).[56][57][58][59]

## Trivia

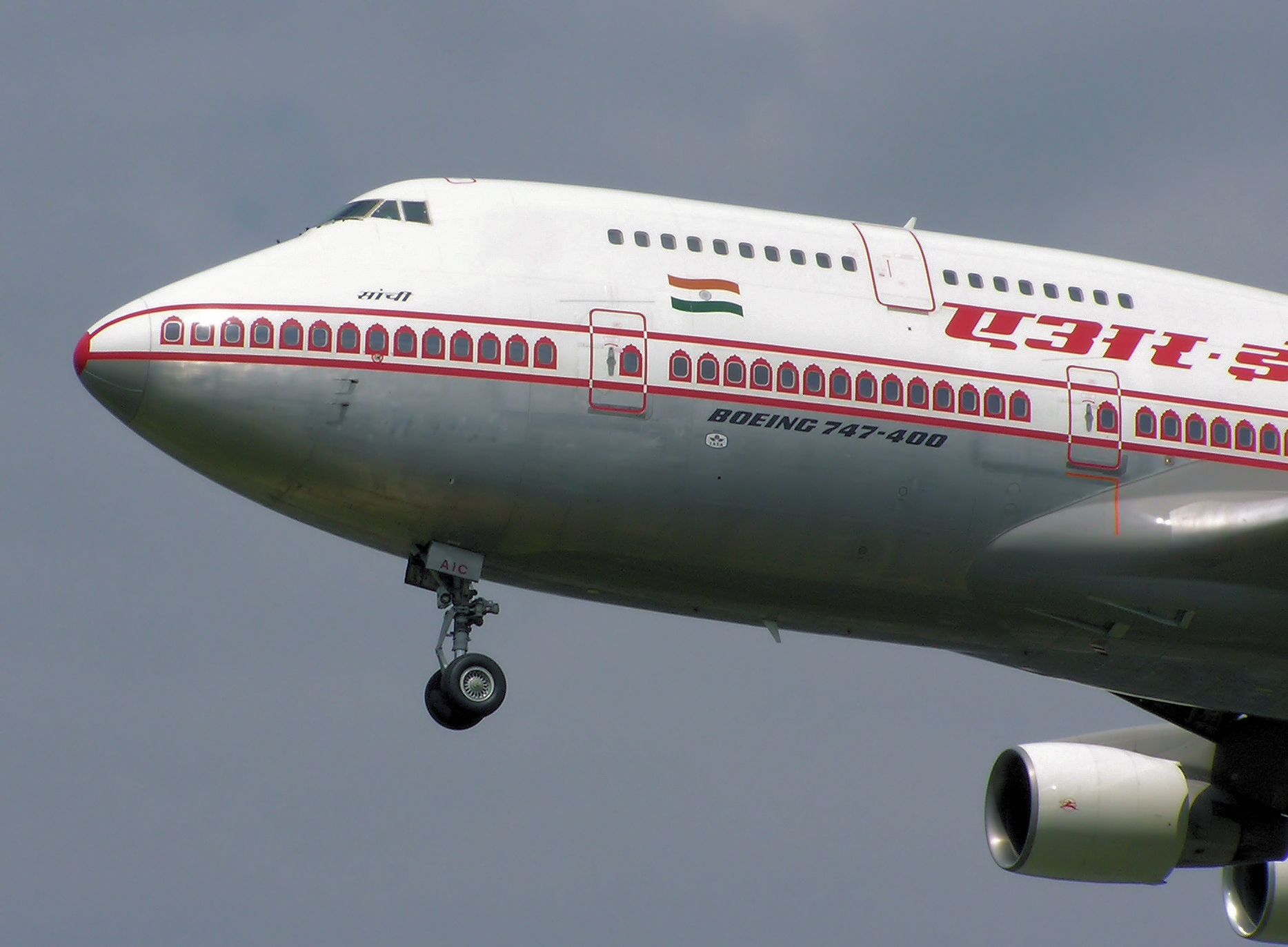
Boeing 747 der Air India mit einer älteren Version der markanten Bemalung

- Air India teilte im September 2015 mit, dass 125 ihrer Flugbegleiter ab sofort wegen „Übergewicht“ nicht mehr mitfliegen dürften. Im Jahr zuvor hatte Air India 600 Angehörige ihres Flugpersonals dazu aufgefordert, ihr Körpergewicht zu reduzieren. Als Begründung wurde mitgeteilt, dass übergewichtige Flugbegleiter im Falle eines Notfalls nicht beweglich genug seien, um die erforderlichen Tätigkeiten schnell genug durchführen zu können.[60] Bereits im Jahr 2009 waren mit ähnlicher Begründung neun Flugbegleiterinnen entlassen worden.[61]

- Wegen des auffälligen Designs der Fenster werden die Flugzeuge von Air India auch als „fliegende Paläste“ bezeichnet. Dieses Design sollte Anfang der 1990er Jahre durch ein moderneres, zeitgemäßeres ersetzt werden. Nachdem auf Druck von Fluggästen (und religiösen Kräften) eine Befragung durchgeführt und das neue Design klar abgelehnt worden war, kehrte die Fluggesellschaft wieder zum alten Design zurück, das inzwischen unter Beibehaltung der Fensterdekoration ebenfalls modernisiert wurde.